# Porte Guillaume

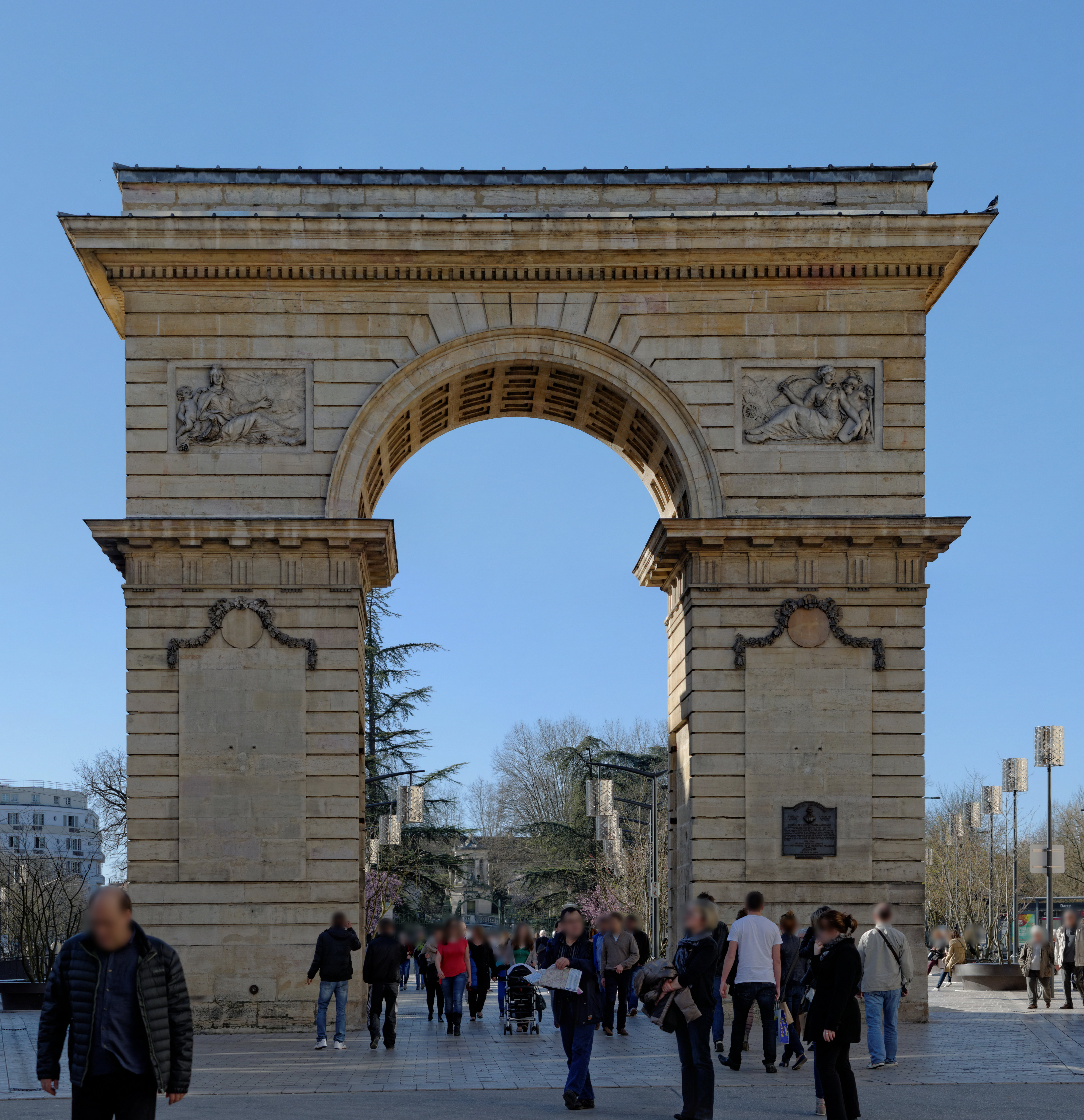
Blick in Richtung Place Darcy

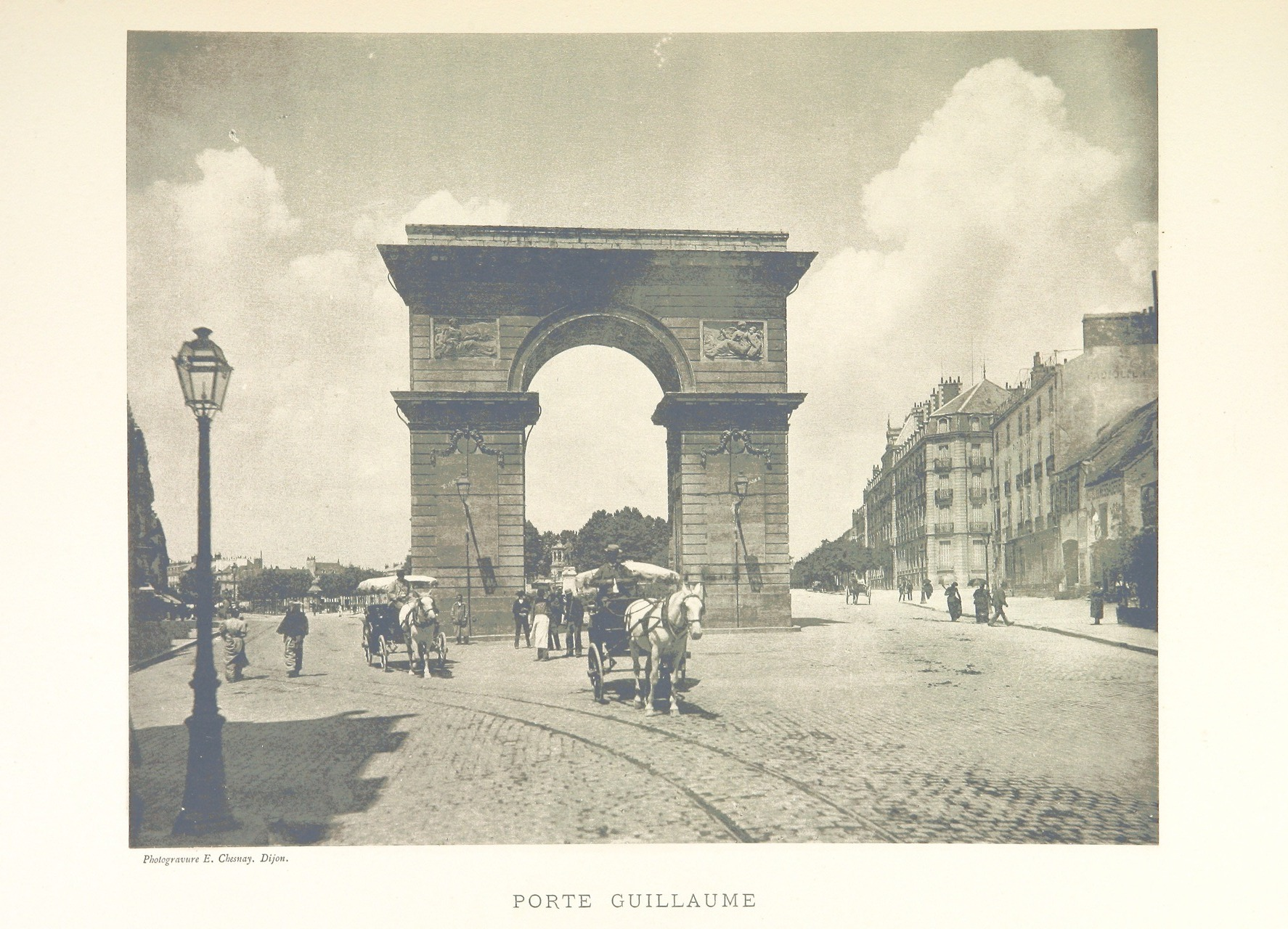
Gleiche Blickrichtung zum Ende des 19. Jahrhunderts

Die Porte Guillaume (dt. Wilhelmstor) ist ein Triumphbogen in der ostfranzösischen Stadt Dijon. Er wurde 1788 vom Architekten Jean-Philippe Maret auf den Fundamenten eines mittelalterlichen Stadttors zu Ehren des Fürsten Louis V. Joseph von Condé als Porte Condé errichtet. Nach der Revolution erhielt es den Namen Porte de la Liberté und ist heute nach dem Abt und Reformer Wilhelm von Volpiano benannt. Der Bogen liegt am westlichen Ende der Rue de la Liberté an der Place Darcy mit der Jardin Darcy, beide nach dem Wasseringenieur Henry Darcy benannt, der hier ein Trinkwasserreservoir errichten ließ. Es wurde 1938 zum Monument Historique erklärt.

## Architektur
Das Tor hat eine Durchfahrt und ist relativ schlicht gestaltet. Ein Triglyphenfries auf höhe des Kämpfers sowie ein Zahnfries unter der Attika gliedern die quadriert Oberfläche horizontal. Auf beiden Seiten befinden sich je zwei Reliefs mit einer weiblichen allegorischen Figur und einem Putto vor entsprechender Szenerie. Stadtseitig befinden sich zwei Felder mit Girlanden. Auf der rechten wurde 2009 anlässlich des 220. Jahrestages der Französischen Revolution eine Plakette zu Ehren Thomas Jeffersons angebracht. Sie steht für die amerikanisch-französische Freundschaft und die freiheitlichen Ideale beider Nationen. Jefferson war 1785–1789 Botschafter der Vereinigten Staaten in Frankreich.

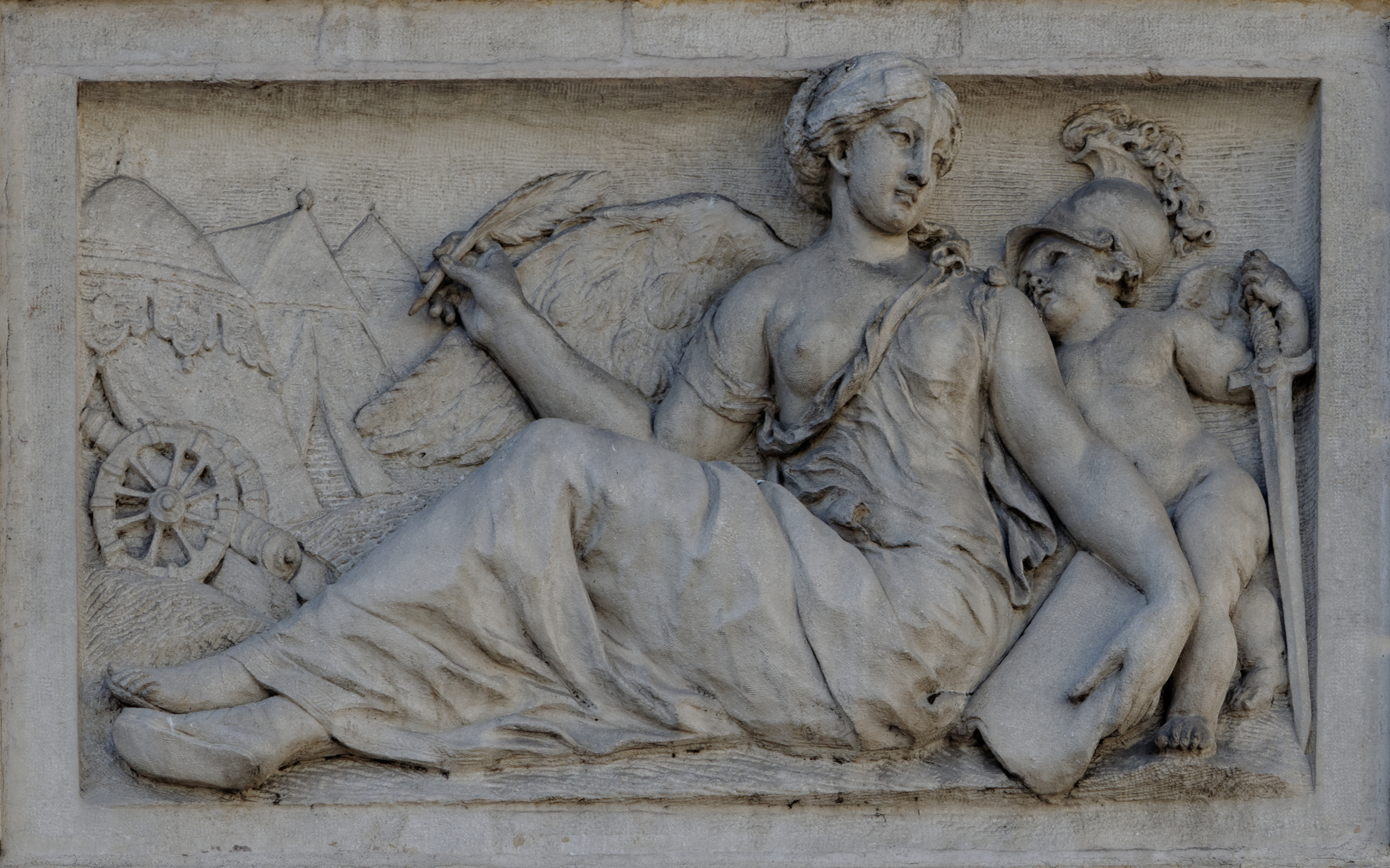
Klio mit Federkiel als Allegorie der Geschichte vor Zelten und Kanonen
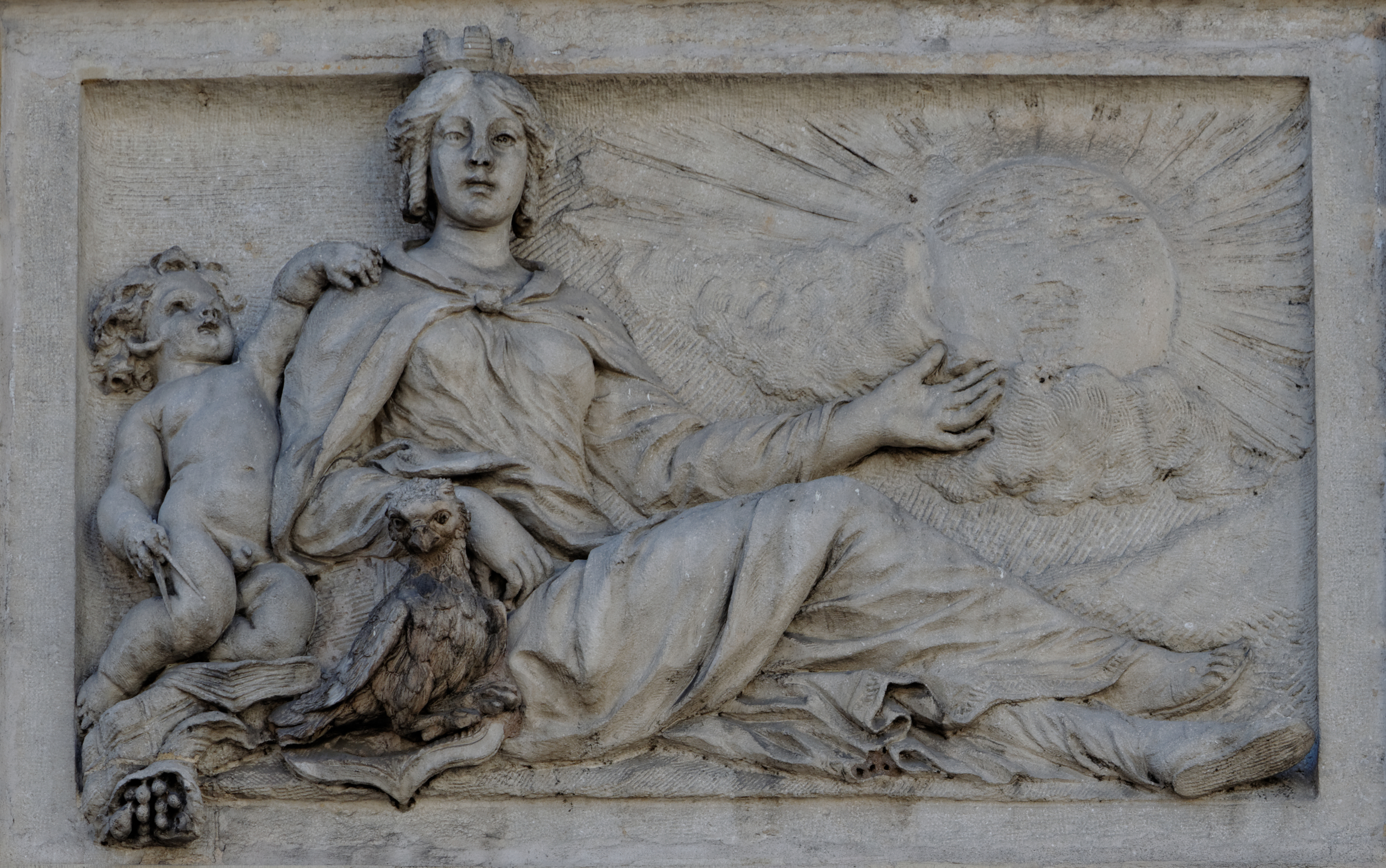
Personifikation der Stadt Dijon mit Mauerkrone und Wappenschild
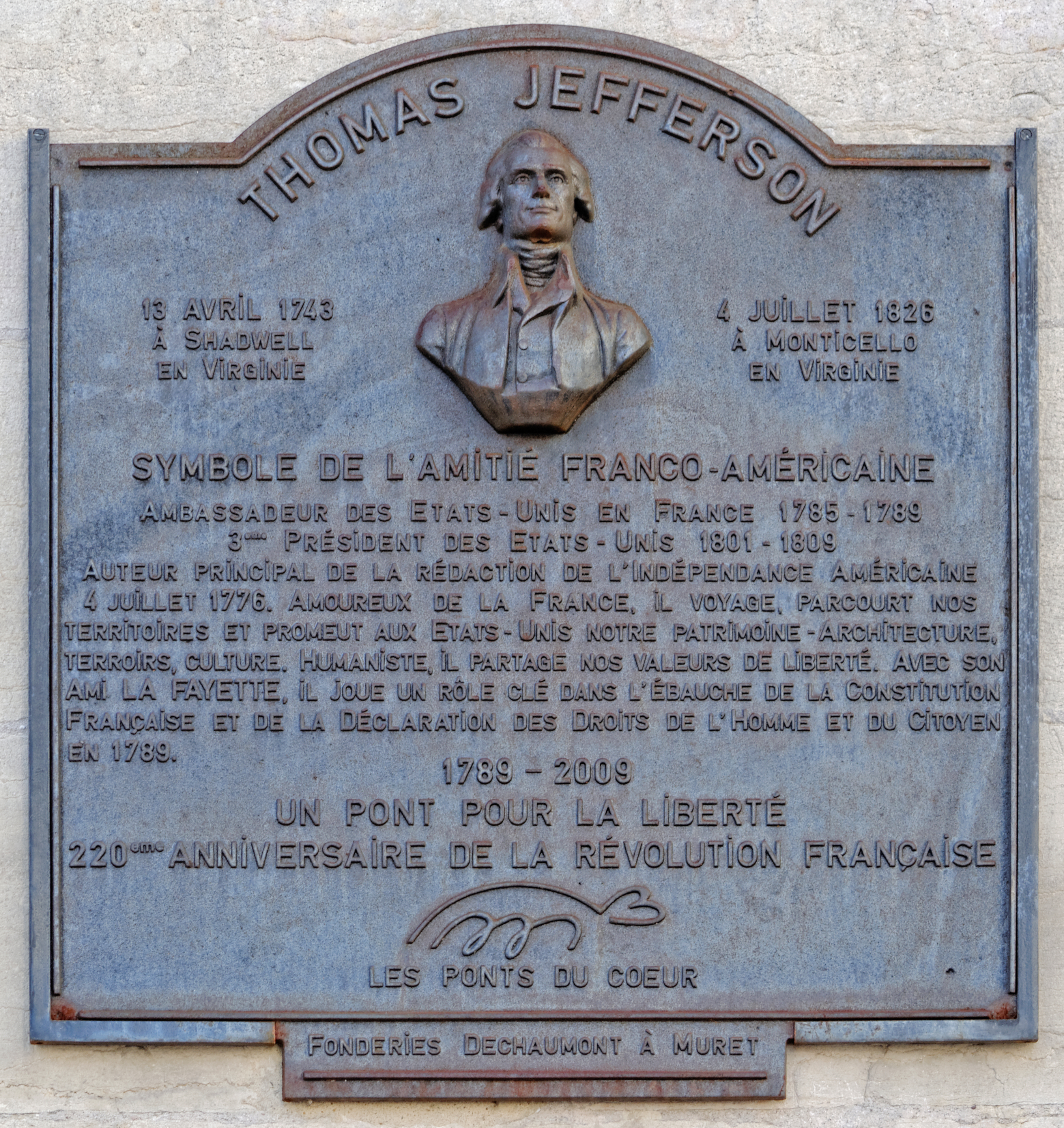
Jefferson-Plakette
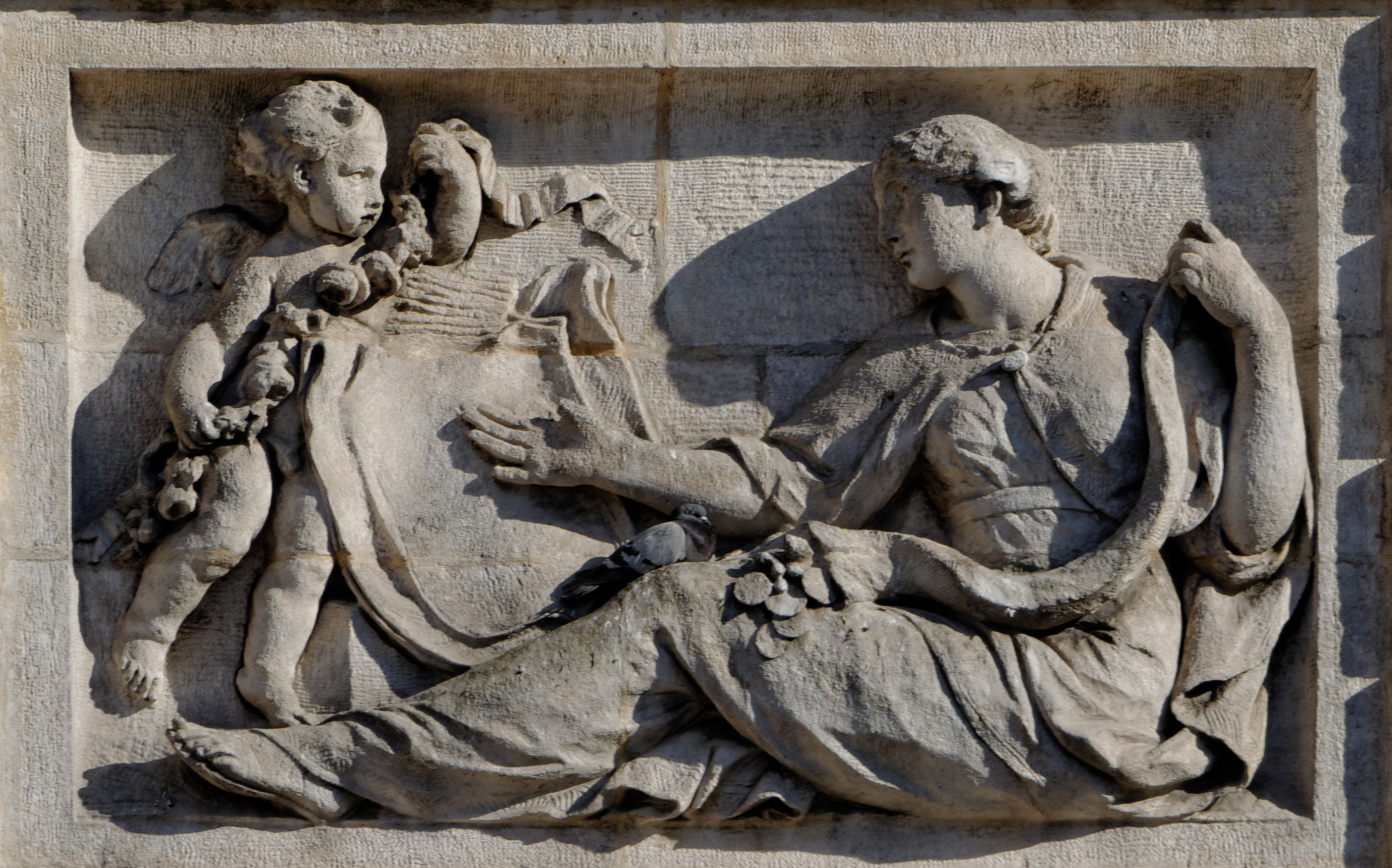
Personifikation der Bourgogne
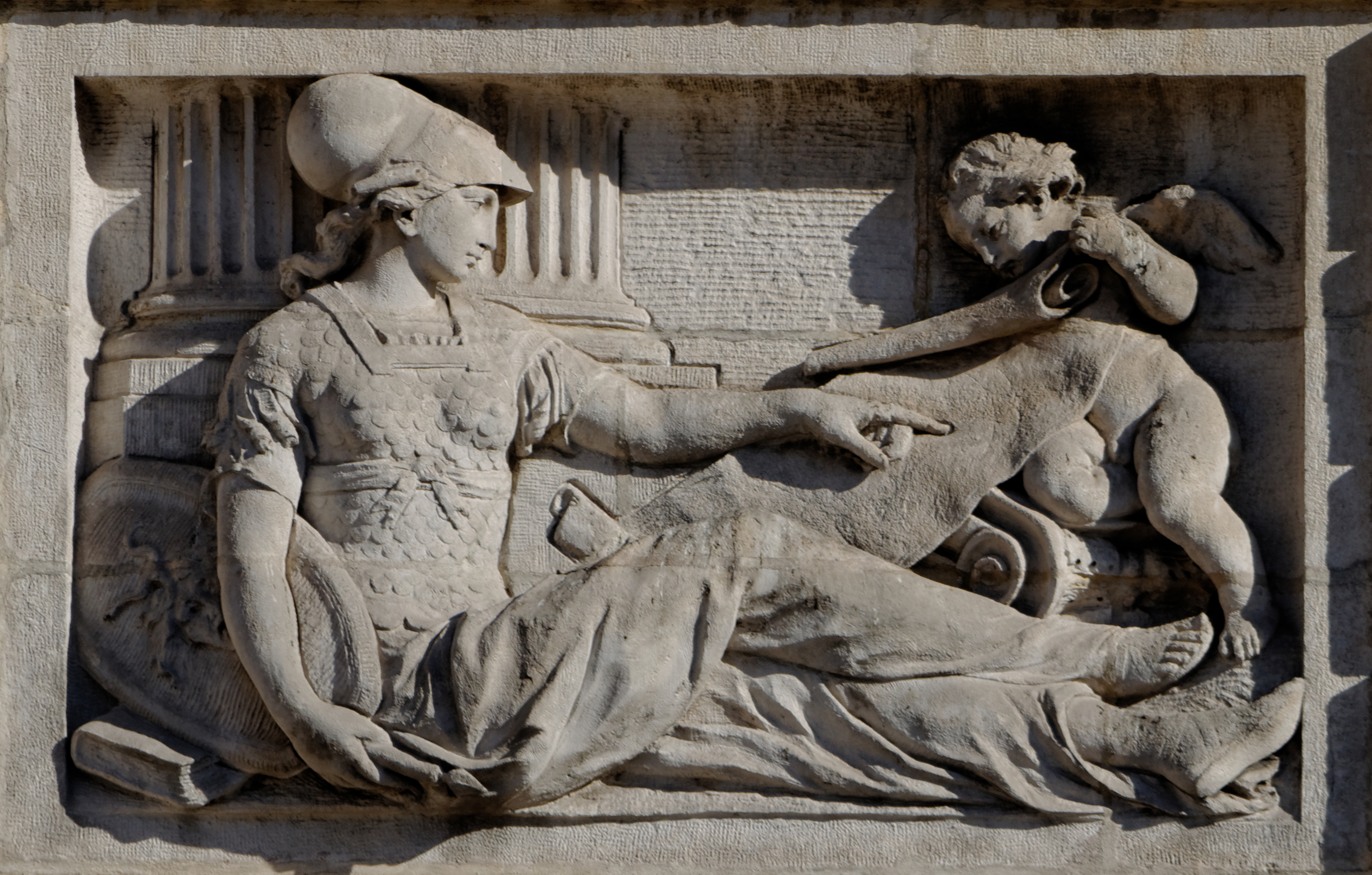
Minerva als Allegorie der Weisheit